# Brian Robinson Jr.
Brian Robinson Jr. (geboren am 22. März 1999 in Tuscaloosa, Alabama) ist ein US-amerikanischer American-Football-Spieler auf der Position des Runningbacks. Er spielte College Football für die University of Alabama und gewann mit Alabama zweimal das College Football Playoff National Championship Game. Im NFL Draft 2022 wurde Robinson in der dritten Runde von den Washington Commanders ausgewählt.

## College
Robinson besuchte die Hillcrest High School in seiner Heimatstadt Tuscaloosa, Alabama, wo er erfolgreich Football spielte. Er nahm ein Stipendienangebot der University of Alabama an, die sich ebenfalls in Tuscaloosa befindet, um College Football für die Alabama Crimson Tide zu spielen. In seinen ersten vier Jahren für Alabama kam Robinson nicht über eine Rolle als Ergänzungsspieler hinaus und gewann dabei in den Spielzeiten 2017 und 2020 mit Alabama das College Football Playoff National Championship Game, die nationale College-Football-Meisterschaft. Mit Bo Scarbrough, Josh Jacobs, Damien Harris und Najee Harris war die Position des Stammspielers jeweils von namhaften Spielern besetzt. Erst nach dem Abgang von Najee Harris in die NFL vor der Saison 2021 rückte Robinson in die Stammformation auf. Aufgrund der COVID-19-Pandemie erhielten alle Spieler ein weiteres Jahr Stimmberechtigung, weshalb Robinson eine fünfte Saison für Alabama spielen durfte, in der er von Beginn an Starter war. Wegen einer gebrochenen Rippe musste Robinson ein Spiel aussetzen. Er wurde in der Saison 2021 in das All-Star-Team der Southeastern Conference (SEC) gewählt. Im Cotton Bowl gegen die Cincinnati Bearcats stellte Robinson mit 204 Yards bei 26 Läufen einen neuen Bestwert in Rushing-Yards in einem Bowl Game für Alabama auf und wurde als MVP des Spiels ausgezeichnet.

## NFL
Robinson wurde im NFL Draft 2022 in der dritten Runde an 98. Stelle von den Washington Commanders ausgewählt. In der Saisonvorbereitung konkurrierte er mit Antonio Gibson um die Rolle als Starting-Runningback der Commanders und konnte dabei mehr überzeugen als Gibson, der diese Position in der Vorsaison innehatte.
Am 28. August 2022 wurde Robinson in Washington, D. C., Opfer eines Raubüberfalls und wurde dabei mehrfach angeschossen. Er wurde ins Krankenhaus gebracht, erlitt aber keine lebensgefährlichen Verletzungen. Sein NFL-Debüt konnte Robinson daher erst am fünften Spieltag gegen die Tennessee Titans geben. In der folgenden Woche war er gegen die Chicago Bears erstmals Starter und erzielte beim 12:7-Sieg den einzigen Touchdown der Commanders und kam bei 17 Läufen auf 60 Yards Raumgewinn. Gegen die Atlanta Falcons gelang ihm in Woche 12 sein erstes Spiel mit über 100 erlaufenen Yards. Insgesamt absolvierte Robinson in seiner ersten NFL-Saison 205 Läufe für 797 Yards und erzielte insgesamt drei Touchdowns. Er wurde von der Sports Illustrated zum inspirierendsten Sportler des Jahres 2022 gekürt und erhielt von Washington den Ed Block Courage Award.

### NFL-Statistiken
| Saison                             | Team  | Spiele | Spiele | Rushing | Rushing | Rushing | Rushing | Rushing | Receiving | Receiving | Receiving | Receiving | Receiving | Fumbles | Fumbles |
| Saison                             | Team  | GP     | GS     | Att     | Yds     | Avg     | Lng     | TD      | Rec       | Yds       | Avg       | Lng       | TD        | Fum     | Lost    |
| ---------------------------------- | ----- | ------ | ------ | ------- | ------- | ------- | ------- | ------- | --------- | --------- | --------- | --------- | --------- | ------- | ------- |
| 2022                               | WAS   | 12     | 9      | 205     | 797     | 3,9     | 24      | 2       | 9         | 60        | 6,7       | 18        | 1         | 2       | 0       |
| 2023                               | WAS   | 15     | 15     | 178     | 733     | 4,1     | 29      | 5       | 36        | 368       | 10,2      | 51        | 4         | 4       | 2       |
| 2024                               | WAS   | 14     | 13     | 187     | 799     | 4,3     | 40      | 8       | 20        | 159       | 8,0       | 32        | 0         | 2       | 2       |
| Total                              | Total | 41     | 37     | 570     | 2329    | 4,1     | 40      | 15      | 65        | 587       | 9,0       | 51        | 5         | 8       | 4       |
| Quelle: pro-football-reference.com |       |        |        |         |         |         |         |         |           |           |           |           |           |         |         |